# Světlušky v zahradě
Světlušky v zahradě (orig. Fireflies in the Garden) je americký film z roku 2008 režiséra a scenáristy Dennise Lee v hlavních rolích s Willemem Dafoem, Ryanem Reynoldsem a Julií Robertsovou. Film měl premiéru na Mezinárodním filmovém festivalu v Berlíně.

## Děj
Děj se odehrává v současnosti, ale film obsahuje rozsáhlé flashbacky. Děj se točí okolo tří generací jedné rodiny, kde dominuje otec Charles. Ten má za ženu Lisu, společně mají syna Michaela a dceru Ryne. Film sleduje také Lisinu mladší sestru Jane a její děti Christophera a Leslie, sleduje také Michaelovu bývalou manželku Kelly.
Charles a Michael mají a vždy měli napjaté vztahy, každý z nich rozčiluje druhého. Ve flashbacku z Michaelova dětství Michael předstírá, že ztratil brýle, i když věděl, že je měl pouze v kapse. Aniž by o tomto podvodu věděl, nechal Charles za trest jít Michaela pěšky domů v dešti. Charles celé své rodině vytváří pravidla a tresty za jejich porušení jsou pak ve stylu "oko za oko". I jeho švagrové Jane jeho rozkazovačná nátura vadí. Jane s Michaelem vytvoří jakýsi pakt proti otci. Když Michael zesměšní otce před jeho kolegy, když tvrdí, že napsal báseň, která je ve skutečnosti básní Světlušky v zahradě od Roberta Frosta, je potrestán tím, že musí držet vzhůru své obtěžkané ruce, což ho bolí tak, že si později ani není schopen podat jídlo do úst, a tak ho nakrmí Jane. Když vyrůstají, konflikty eskalují. Michael zasahuje i do konfliktů mezi rodiči, jednou na Charlese zaútočí a srazí ho k zemi.
Po letech, když Charles a Lisa jedou na rodinné setkání do Janina domu na oslavu Lisina absolvování vysoké školy, dojde k tragické události. Charles rychle řídí a když se vyhýbá Christopherovi, který přechází bezstarostně silnici, auto narazí do stromu. Lisa zemře, Charles je zraněn a cítí za nehodu stejně jako Christopher vinu.
Michael vezme Janiny děti Christophera a Leslie na ryby. Snaží se je rozveselit lovem ryb pomocí petard, jak to dělal s Jane, když byli malí. Znepokojený tím, co by tomu řekli Jane a Charles, řekne dětem, aby matce o jejich výletu lhali. Jak předpokládal, Charles a Jane považovali jeho chování za nevhodné. Vztahům uvnitř rodiny nepomůže ani Michaelův hlučný sex s jeho bývalou ženou Kelly, která přijede na pohřeb Lisy.
Následkem všech události Christopher uteče z domu. Najde ho Michael, který ho ujistí, že on není odpovědný za Lisinu smrt. Christopher po jejich rozhovoru trvá na tom, že se domů vrátí sám a Michael mu dá svůj mobilní telefon, kdyby změnil názor. Christopher telefon hned vyřadí a domů se nevrátí po několik dalších hodin. Jane opět vynadá Michaelovi za to, že nechal Christophera samotného. Ten se nakonec v pořádku vrátí. Následují další odhalení a další obviňování. Michael zjistí, že jeho matka měla poměr se svým mladším profesorem Addisonem a měla v plánu Charlese opustit po absolvování školy. Jane během pátrání po Christopherovi přijde na to, že je Kelly těhotná a Michael o tom neví. Michael a Kelly se pak vrátí k sobě a novinu oznámí rodině. Když mluví s Ryne a Kelly o jménech pro dítě, Michael se zmíní o tom, že by se mu líbilo jméno Max. Tak chtěla Lisa pojmenovat Ryne, pokud by byla chlapcem.

## Obsazení
| Ryan Reynolds     | Michael Taylor         |
| Willem Dafoe      | Charles Taylor         |
| Emily Watson      | Jane Lawrenceová       |
| Julia Robertsová  | Lisa Taylorová         |
| Carrie-Anne Moss  | Kelly Hansonová        |
| Hayden Panettiere | mladá Jane Lawrenceová |
| Cayden Boyd       | mladý Michael Taylor   |
| Ioan Gruffudd     | Addison                |
| Shannon Lucio     | Ryne Taylorová         |
| Chase Ellison     | Christopher            |
| Brooklynn Proulx  | Leslie                 |

## Výroba
Film byl natáčen v Austinu (včetně University of Texas), Bastropu a Smithvilleu v Texasu. Film byl z velké části natáčen v T. A. Hasler House v Bastropu.

## Ohlas
Světlušky v zahradě sklidily negativní reakce kritiky. Server Rotten Tomatoes dává filmu na základě 25 hodnocení kritiků skóre 28%. Oproti tomu uživatelé tohoto serveru hodnotí film průměrnými 47%. Uživatelé ČSFD snímek hodnotí průměrně 72%.